# Argentina ai Giochi della XXIX Olimpiade
L'Argentina ha partecipato alle Giochi della XXIX Olimpiade di Pechino, svoltisi dall'8 al 24 agosto 2008, con una delegazione di 132 atleti.

## Medaglie
| Medaglia | Atleta                         | Sport           | Evento           |
| -------- | ------------------------------ | --------------- | ---------------- |
| Oro      | Walter Pérez Juan Curuchet     | Ciclismo        | Madison maschile |
| Oro      | Argentina                      | Calcio          | Torneo maschile  |
| Bronzo   | Paula Pareto                   | Judo            | 48 kg femminile  |
| Bronzo   | Carlos Espínola Santiago Lange | Vela            | Tornado          |
| Bronzo   | Argentina                      | Hockey su prato | Torneo femminile |
| Bronzo   | Argentina                      | Pallacanestro   | Torneo maschile  |

## Atletica leggera
| Gara         | Atleta           | Batterie | Batterie | Semifinali | Semifinali | Finale    | Finale |
| Gara         | Atleta           | Tempo    | Pos.     | Tempo      | Pos.       | Tempo     | Pos.   |
| ------------ | ---------------- | -------- | -------- | ---------- | ---------- | --------- | ------ |
| 800 m        | Leonardo Price   | 1'49"39  | 6        |            |            |           |        |
| 1500 m       | Javier Carriqueo | 3'39"36  | 7        |            |            |           |        |
| Marcia 20 km | Juan Manuel Cano |          |          |            |            | 1h 27'17" | 40     |

| Gara                   | Atleta              | Qualificazioni | Qualificazioni | Finale | Finale |
| Gara                   | Atleta              | Misura         | Pos.           | Misura | Pos.   |
| ---------------------- | ------------------- | -------------- | -------------- | ------ | ------ |
| Salto con l'asta       | Germán Chiaraviglio | nessuna misura | -              |        |        |
| Getto del peso         | Germán Lauro        | 19,07 m        | 15             |        |        |
| Lancio del disco       | Jorge Balliengo     | 58,82 m        | 14             |        |        |
| Lancio del martello    | Juan Ignacio Cerra  | 70,16 m        | 16             |        |        |
| Lancio del giavellotto | Pablo Pietrobelli   | 69,09 m        | 16             |        |        |

| Gara                | Atleta            | Qualificazioni | Qualificazioni | Finale | Finale |
| Gara                | Atleta            | Misura         | Pos.           | Misura | Pos.   |
| ------------------- | ----------------- | -------------- | -------------- | ------ | ------ |
| Salto con l'asta    | Alejandra García  | 4,15 m         | 16             |        |        |
| Lancio del disco    | Rocío Comba       | 51,26 m        | 18             |        |        |
| Lancio del martello | Jennifer Dahlgren | 66,35 m        | 15             |        |        |

## Beach volley

### Torneo maschile
La coppia argentina era formata da Martín Conde e Mariano Baracetti.

#### Prima fase
| 9 agosto  | 22:00 | Heyer - Heuscher    | 2-0 (21-13, 21-17) | Conde - Baracetti   |
| 11 agosto | 09:00 | Conde - Baracetti   | 2-0 (23-21, 21-19) | Samoilovs - Pļaviņš |
| 13 agosto | 09:00 | Rogers - Dalhausser | 2-0 (21-12, 21-13) | Conde - Baracetti   |

| posiz | squadra                           | G | W | P | Sv | Sp | Pf  | Ps  | Pts |
| ----- | --------------------------------- | - | - | - | -- | -- | --- | --- | --- |
| 1     | Samoilovs - Pļaviņš (Lettonia)    | 3 | 2 | 1 | 4  | 3  | 139 | 134 | 5   |
| 2     | Rogers - Dalhausser (Stati Uniti) | 3 | 2 | 1 | 4  | 2  | 121 | 92  | 5   |
| 3     | Heyer - Heuscher (Svizzera)       | 3 | 1 | 2 | 3  | 4  | 120 | 129 | 4   |
| 4     | Conde - Baracetti (Argentina)     | 3 | 1 | 2 | 2  | 4  | 99  | 124 | 4   |

## Calcio

### Torneo maschile

#### Squadra
Allenatore:  Sergio Batista
| N. | Pos. | Giocatore           | Data nascita (età)    | Pres. | Reti | Squadra          |
| -- | ---- | ------------------- | --------------------- | ----- | ---- | ---------------- |
| 1  | P    | Óscar Ustari        | 3 luglio 1986 (22)    |       |      | Getafe           |
| 2  | D    | Ezequiel Garay      | 10 ottobre 1986 (21)  |       |      | Racing Santander |
| 3  | D    | Fabián Monzón       | 13 aprile 1987 (21)   |       |      | Boca Juniors     |
| 4  | D    | Pablo Zabaleta      | 16 gennaio 1985 (23)  |       |      | Espanyol         |
| 5  | C    | Fernando Gago       | 10 aprile 1986 (22)   |       |      | Real Madrid      |
| 6  | D    | Federico Fazio      | 17 marzo 1987 (21)    |       |      | Siviglia         |
| 7  | C    | José Ernesto Sosa   | 19 giugno 1985 (23)   |       |      | Bayern Monaco    |
| 8  | C    | Éver Banega         | 29 giugno 1988 (20)   |       |      | Valencia         |
| 9  | A    | Ezequiel Lavezzi    | 3 maggio 1985 (23)    |       |      | Napoli           |
| 10 | C    | Juan Román Riquelme | 24 giugno 1978 (30)   |       |      | Boca Juniors     |
| 11 | C    | Ángel Di María      | 14 febbraio 1988 (20) |       |      | Benfica          |
| 12 | D    | Nicolás Pareja      | 18 gennaio 1984 (24)  |       |      | Anderlecht       |
| 13 | A    | Lautaro Acosta      | 14 marzo 1988 (20)    |       |      | Siviglia         |
| 14 | C    | Javier Mascherano   | 8 giugno 1984 (24)    |       |      | Liverpool        |
| 15 | A    | Lionel Messi        | 24 giugno 1987 (21)   |       |      | Barcelona        |
| 16 | A    | Sergio Agüero       | 2 giugno 1988 (20)    |       |      | Atlético Madrid  |
| 17 | A    | Diego Buonanotte    | 19 aprile 1988 (20)   |       |      | River Plate      |
| 18 | P    | Sergio Romero       | 22 febbraio 1987 (21) |       |      | AZ Alkmaar       |
| 22 | P    | Nicolás Navarro     | 25 marzo 1985 (23)    |       |      | Napoli           |

#### Prima fase
| Arbitro: | Stark |

|           |           |                      |
| Cissé 54’ | Marcatori | 43’ Messi 86’ Acosta |

| Arbitro: | Kassai |

|             |           |  |
| Lavezzi 76’ | Marcatori |  |

| Arbitro: | Al Hilali |

|                                   |           |  |
| Lavezzi 14’ (rig.) Buonanotte 84’ | Marcatori |  |

| Squadra             | P.ti | G | V | N | P | GF | GS | DR |
| ------------------- | ---- | - | - | - | - | -- | -- | -- |
| Argentina U-23      | 9    | 3 | 3 | 0 | 0 | 5  | 1  | +4 |
| Costa d'Avorio U-23 | 6    | 3 | 2 | 0 | 1 | 6  | 4  | +2 |
| Australia U-23      | 1    | 3 | 0 | 1 | 2 | 1  | 3  | -2 |
| Serbia U-23         | 1    | 3 | 0 | 1 | 2 | 3  | 7  | -4 |

#### Seconda fase
Quarti di finale
| Arbitro: | Marrufo |

|                         |           |            |
| Messi 14’ Di María 105’ | Marcatori | 36’ Bakkal |

Semifinale
| Arbitro: | Vázquez |

|  |           |                                    |
|  | Marcatori | 52’ 58’ Agüero 75’ (rig.) Riquelme |

Finale
| Arbitro: | Kassai |

| |            | |
| | Marcatori  | 58’ Di María |
| · Vanzekin · Okonkwo · 68’ Apam · Adeleye · James · 51’ Obinna · 70’ Isaac · 64’ Okoronkwo · Ajilore · Adefemi · Odemwingie · A disposizione: · Obasi · Kaita · Ambrose · 64’ Anichebe · 70’ Ekpo · Ezenwa · Olufemi | Formazioni | · Romero · Garay · Monzón 81’ · Zabaleta · Gago · Riquelme 82’ · Di María 74’ 88’ · Pareja · Mascherano · Messi 93’ · Agüero 79’ · A disposizione: · Fazio · Sosa 79’ · Banega 88’ · Lavezzi 93’ · Acosta · Buonanotte · Navarro |
| Samson Siasia | Allenatori | Sergio Batista |

### Torneo femminile

#### Squadra
Allenatore:  José Carlos Borello
| N. | Pos. | Giocatore                | Data nascita (età)    | Pres. | Reti | Squadra                 |
| -- | ---- | ------------------------ | --------------------- | ----- | ---- | ----------------------- |
| 1  | P    | Guadalupe Calello        | 13 aprile 1990        |       |      | River Plate             |
| 2  | D    | Eva Nadia Gonzalez       | 2 settembre 1987 (20) |       |      | Boca Juniors            |
| 3  | D    | Yesica Arrien            | 1º luglio 1980 (28)   |       |      | Estudiantes de La Plata |
| 4  | C    | Florencia Mandrile       | 20 febbraio 1988 (20) |       |      | San Lorenzo             |
| 5  | D    | Marisa Gerez             | 3 novembre 1976 (31)  |       |      | Boca Juniors            |
| 6  | D    | Gabriela Patricia Chávez | 9 aprile 1989 (19)    |       |      | Independiente           |
| 7  | A    | Ludmila Manicler         | 6 luglio 1987 (21)    |       |      | Independiente           |
| 8  | A    | Emilia Mendieta          | 4 febbraio 1988 (20)  |       |      | River Plate             |
| 9  | A    | María Belén Potassa      | 12 dicembre 1988 (19) |       |      | San Lorenzo             |
| 10 | C    | Mariela Coronel          | 20 giugno 1981 (17)   |       |      | Real Zaragoza           |
| 11 | C    | Fabiana Vallejos         | 30 luglio 1985 (23)   |       |      | Boca Juniors            |
| 12 | D    | Daiana Cardone           | 1º gennaio 1989 (19)  |       |      | Independiente           |
| 13 | C    | Florencia Quiñones       | 26 agosto 1986 (22)   |       |      | San Lorenzo             |
| 14 | A    | Andrea Ojeda             | 17 gennaio 1985 (23)  |       |      | Boca Juniors            |
| 15 | A    | Mercedes Pereyra         | 7 maggio 1987 (21)    |       |      | River Plate             |
| 16 | C    | Gimena Blanco            | 5 dicembre 1987 (20)  |       |      | River Plate             |
| 17 | A    | Analía Almeida           | 19 agosto 1985 (23)   |       |      | San Lorenzo             |
| 18 | P    | Vanina Noemí Correa      | 14 agosto 1983 (25)   |       |      | Boca Juniors            |

#### Prima fase
| Arbitro: | Beck |

|              |           |                      |
| Manicler 85’ | Marcatori | 27’ Chapman 72’ Lang |

| Arbitro: | Ferreira-James |

|             |           |  |
| Fischer 57’ | Marcatori |  |

| Arbitro: | Petignat |

|                            |           |  |
| Quinones 52’ (aut.) Gu 90’ | Marcatori |  |

| Squadra   | P.ti | G | V | N | P | GF | GS | DR |
| --------- | ---- | - | - | - | - | -- | -- | -- |
| Cina      | 7    | 3 | 2 | 1 | 0 | 5  | 2  | +3 |
| Svezia    | 6    | 3 | 2 | 1 | 1 | 3  | 3  | 0  |
| Canada    | 4    | 3 | 1 | 1 | 1 | 4  | 4  | 0  |
| Argentina | 0    | 3 | 0 | 0 | 3 | 1  | 5  | -4 |

## Canoa/kayak
| Gara      | Atleta        | Batterie | Batterie | Semifinali | Semifinali | Finale | Finale |
| Gara      | Atleta        | Tempo    | Pos.     | Tempo      | Pos.       | Tempo  | Pos.   |
| --------- | ------------- | -------- | -------- | ---------- | ---------- | ------ | ------ |
| K1 500 m  | Miguel Correa | 1'39"781 | 5        | 1'46"422   | 7          |        |        |
| K1 1000 m | Miguel Correa | 3'45"695 | 6        | 3'51"715   | 9          |        |        |

| Gara     | Atleta              | Batterie | Batterie | Semifinali | Semifinali | Finale | Finale |
| Gara     | Atleta              | Tempo    | Pos.     | Tempo      | Pos.       | Tempo  | Pos.   |
| -------- | ------------------- | -------- | -------- | ---------- | ---------- | ------ | ------ |
| K1 500 m | Estefania Fontanini | 2'00"291 | 8        |            |            |        |        |

## Canottaggio
| Gara              | Atleta             | Batterie | Batterie | Quarti/ Ripescaggi | Quarti/ Ripescaggi | Semifinali  | Semifinali  | Finale  | Finale |
| Gara              | Atleta             | Tempo    | Pos.     | Tempo              | Pos.               | Tempo       | Pos.        | Tempo   | Pos.   |
| ----------------- | ------------------ | -------- | -------- | ------------------ | ------------------ | ----------- | ----------- | ------- | ------ |
| Singolo maschile  | Santiago Fernández | 7'38"87  | 4        | 7'27"60            | 6                  | non partito | non partito |         |        |
| Singolo femminile | Gabriela Best      | 7'58"60  | 4        | 7'46"45            | 5                  | 8'09"61     | 3           | 7'45"21 | 4      |

## Ciclismo

### BMX
| Gara          | Atleta                   | Qualificazione | Qualificazione | Quarti | Quarti | Semifinali | Semifinali | Finale | Finale |
| Gara          | Atleta                   | Tempo          | Pos.           | Punti  | Pos.   | Punti      | Pos.       | Tempo  | Pos.   |
| ------------- | ------------------------ | -------------- | -------------- | ------ | ------ | ---------- | ---------- | ------ | ------ |
| BMX maschile  | Cristian Daniel Becerine | 37"253         | 27             | 20     | 8      |            |            |        |        |
| BMX maschile  | Ramiro Marino            | 36"768         | 21             | 11     | 2      | 15         | 5          |        |        |
| BMX femminile | María Belén Dutto        | 40"193         | 14             |        |        | 20         | 7          |        |        |
| BMX femminile | Gabriela Díaz            | 37"590         | 5              |        |        | 13         | 3          | 39"747 | 5      |

### Su pista
| Gara                   | Atleta                     | Punti | Pos. |
| ---------------------- | -------------------------- | ----- | ---- |
| Corsa a punti maschile | Juan Curuchet              | 1     | 18   |
| Madison maschile       | Juan Curuchet Walter Pérez | 8     |      |

### Su strada e Cross country
| Gara                    | Atleta            | Tempo        | Posizione    |
| ----------------------- | ----------------- | ------------ | ------------ |
| Corsa in linea maschile | Alejandro Borrajo | non concluso | non concluso |
| Corsa in linea maschile | Juan José Haedo   | non concluso | non concluso |
| Corsa in linea maschile | Matías Médici     | non concluso | non concluso |
| Cronometro maschile     | Matías Médici     | 1h 07'53"    | 30           |
| Cross country maschile  | Luciano Caracioli | 2h 07'04"    | 27           |

## Equitazione
| Gara        | Atleta             | Cavallo     | Qualificazioni | Qualificazioni | Qualificazioni | Qualificazioni | Qualificazioni | Qualificazioni | Finale  | Finale  | Finale  | Finale  | Finale | Finale |
| Gara        | Atleta             | Cavallo     | Turno 1        | Turno 1        | Turno 2        | Turno 2        | Turno 3        | Turno 3        | Turno A | Turno A | Turno B | Turno B | Totale | Totale |
| Gara        | Atleta             | Cavallo     | Pen.           | Pos.           | Pen.           | Pos.           | Pen.           | Pos.           | Pen.    | Pos.    | Pen.    | Pos.    | Pen.   | Pos.   |
| ----------- | ------------------ | ----------- | -------------- | -------------- | -------------- | -------------- | -------------- | -------------- | ------- | ------- | ------- | ------- | ------ | ------ |
| Individuale | José María Larocca | Royal Power | 14             | 66             | 16             | 30             |                |                |         |         |         |         |        |        |

## Hockey su prato

### Torneo femminile
La nazionale argentina vincendo il torneo di hockey su prato ai XV Giochi Panamericani.

#### Squadra
La squadra era formata da:
- Paola Vukojicic (portiere)
- Belén Succi (portiere)
- Magdalena Aicega (capitana)
- Mercedes Margalot
- Mariana Rossi
- Noel Barrionuevo
- Giselle Kañevsky
- Claudia Burkart
- Luciana Aymar
- Mariné Russo
- Mariana González Oliva
- Soledad García
- Alejandra Gulla
- María de la Paz Hernández
- Carla Rebecchi
- Rosario Luchetti

#### Prima fase
| Data      | Ora locale | Partita   | Partita | Partita       |
| --------- | ---------- | --------- | ------- | ------------- |
| 10 agosto | 18.30      | Argentina | 2-2     | Stati Uniti   |
| 12 agosto | 08.30      | Argentina | 2-2     | Gran Bretagna |
| 14 agosto | 18.30      | Giappone  | 1-2     | Argentina     |
| 16 agosto | 18.00      | Germania  | 0-4     | Argentina     |
| 18 agosto | 20.30      | Argentina | 3-2     | Nuova Zelanda |

| Squadra          | P.ti | G | V | P | S | GF | GS | DR |
| ---------------- | ---- | - | - | - | - | -- | -- | -- |
| 1. Germania      | 12   | 5 | 4 | 0 | 1 | 12 | 8  | +4 |
| 2. Argentina     | 11   | 5 | 3 | 2 | 0 | 13 | 7  | +6 |
| 3. Gran Bretagna | 8    | 5 | 2 | 2 | 1 | 7  | 9  | −2 |
| 4. Stati Uniti   | 6    | 5 | 1 | 3 | 1 | 9  | 8  | +1 |
| 5. Giappone      | 4    | 5 | 1 | 1 | 3 | 5  | 7  | −2 |
| 6. Nuova Zelanda | 0    | 5 | 0 | 0 | 5 | 6  | 13 | −7 |

#### Seconda fase
Semifinale
| Arbitro: | Marelize de Klerk (RSA), Sarah Garnett (NZL) |

|                                           |           |                     |
| Paumen 9', 25', 47' Agliotti 31' Hoog 68' | Marcatori | 59' Russo 69' Gulla |

Finale per il bronzo
| Arbitro: | Julie Ashton-Lucy (AUS), Marelize de Klerk (RSA) |

|                                                              |           |                |
| Rosario Luchetti 11' Carla Rebecchi 22' Noel Barrionuevo 63' | Marcatori | 45' Anke Kuehn |

## Judo
| Gara    | Atleta             | Tabellone principale                    | Tabellone principale                      | Tabellone principale | Tabellone principale | Tabellone principale | Ripescaggi                               | Ripescaggi                               | Ripescaggi | Ripescaggi |
| Gara    | Atleta             | Sedicesimi                              | Ottavi                                    | Quarti               | Semifinali           | Finale               | 1º turno                                 | Quarti                                   | Semifinali | Finale     |
| ------- | ------------------ | --------------------------------------- | ----------------------------------------- | -------------------- | -------------------- | -------------------- | ---------------------------------------- | ---------------------------------------- | ---------- | ---------- |
| 60 kg   | Miguel Albarracín  | Choi Min-Ho (Corea del Sud) 0000-1000   |                                           |                      |                      |                      | Masoud Haji Akhondzadeh (Iran) 0002-0020 |                                          |            |            |
| 73 kg   | Mariano Bertolotti | Leandro Guilheiro (Brasile) 0010-1000   |                                           |                      |                      |                      |                                          |                                          |            |            |
| 81 kg   | Emmanuel Lucenti   | Euan Burton (Gran Bretagna) 0001-0010   |                                           |                      |                      |                      |                                          |                                          |            |            |
| 90 kg   | Diego Rosati       | Brian Olson (Stati Uniti) 0001-0000     | Ivan Pershin (Russia) 0000-1000           |                      |                      |                      | Patrick Trezise (Sudafrica) 1000-0000    | Andrei Kazusenok (Bielorussia) 0000-1000 |            |            |
| 100 kg  | Eduardo Costa      | Zoltan Palkovacs (Slovacchia) 0110-0100 | Przemyslaw Matyjaszek (Polonia) 0000-1001 |                      |                      |                      |                                          |                                          |            |            |
| +100 kg | Sandro López       | Carlos Zegarra (Perù) 0001-1001         |                                           |                      |                      |                      |                                          |                                          |            |            |

| Gara  | Atleta           | Tabellone principale                   | Tabellone principale                 | Tabellone principale            | Tabellone principale | Tabellone principale | Ripescaggi | Ripescaggi                                     | Ripescaggi                            | Ripescaggi                             |
| Gara  | Atleta           | Sedicesimi                             | Ottavi                               | Quarti                          | Semifinali           | Finale               | 1º turno   | Quarti                                         | Semifinali                            | Finale                                 |
| ----- | ---------------- | -------------------------------------- | ------------------------------------ | ------------------------------- | -------------------- | -------------------- | ---------- | ---------------------------------------------- | ------------------------------------- | -------------------------------------- |
| 48 kg | Paula Pareto     |                                        | Tiffany Day (Australia) 1000-0000    | Ryoko Tani (Giappone) 0000-0001 |                      |                      |            | Wu Shugen (Cina) 0100-0001                     | Éva Csernoviczki (Ungheria) 0110-0001 | Pak Ok Song (Corea del Nord) 0100-0001 |
| 63 kg | Daniela Krukower | Catherine Arlove (Australia) 1000-0000 | Won Ok-Im (Corea del Nord) 0010-0020 |                                 |                      |                      |            | Elisabeth Willeboordse (Paesi Bassi) 0000-0230 |                                       |                                        |
| 78 kg | Lorena Briceño   | Stéphanie Possamaï (Francia) 0000-0001 |                                      |                                 |                      |                      |            |                                                |                                       |                                        |

## Nuoto
| 50 m stile libero   | José Meolans        | 22"58   | 32 |          |    |            |    |  |  |
| 100 m stile libero  | José Meolans        | 49"50   | 35 |          |    |            |    |  |  |
| 400 m stile libero  | Juan Martín Pereyra |         |    | 15'12"46 | 34 |            |    |  |  |
| 1500 m stile libero | Juan Martín Pereyra |         |    | 3'59"35  | 35 |            |    |  |  |
| 100 m dorso         | Eduardo Otero       | 56"74   | 40 |          |    |            |    |  |  |
| 100 m rana          | Sergio Ferreyra     | 1'03"65 | 52 |          |    |            |    |  |  |
| 200 m rana          | Sergio Ferreyra     | 2'20"10 | 52 |          |    |            |    |  |  |
| 200 m farfalla      | Andrés González     | 2'00"36 | 33 |          |    |            |    |  |  |
| Fondo 10 km         | Damián Blaum        |         |    |          |    | 1h 55'48"6 | 24 |  |  |

| Gara               | Atleta               | Batterie    | Batterie    | Semifinali | Semifinali | Finale     | Finale |
| Gara               | Atleta               | Tempo       | Pos.        | Tempo      | Pos.       | Tempo      | Pos.   |
| ------------------ | -------------------- | ----------- | ----------- | ---------- | ---------- | ---------- | ------ |
| 400 m stile libero | Cecilia Biagioli     |             |             | 4'19"85    | 34         |            |        |
| 800 m stile libero | Cecilia Biagioli     |             |             | 8'50"18    | 31         |            |        |
| 100 m rana         | Liliana Guiscardo    | 1'11"43     | 37          |            |            |            |        |
| 200 m rana         | Agustina De Giovanni | 2'34"94     | 37          |            |            |            |        |
| 200 m farfalla     | Georgina Bardach     | non partita | non partita |            |            |            |        |
| 200 m misti        | Georgina Bardach     | 2'25"74     | 36          |            |            |            |        |
| 400 m misti        | Georgina Bardach     |             |             | 5'00"87    | 36         |            |        |
| Fondo 10 km        | Antonella Bogarín    |             |             |            |            | 2h 11'35"9 | 24     |

## Pallacanestro

### Torneo maschile
La nazionale argentina si è qualificata per i Giochi ottenendo il secondo posto al campionato americano del 2007.

#### Squadra
La squadra era formata da:
- Luis Scola (capitano, ala-centro)
- Emanuel Ginóbili (guardia tiratrice)
- Román González (centro)
- Fabricio Oberto (centro)
- Pablo Prigioni (playmaker)
- Antonio Porta (playmaker)
- Carlos Delfino (guardia tiratrice)
- Paolo Quinteros (playmaker)
- Leonardo Gutiérrez (ala grande)
- Andrés Nocioni (ala piccola)
- Juan Pedro Gutiérrez (centro)
- Federico Kammerichs (ala piccola)

#### Prima fase
| Data      | Ora locale | Squadra   | Punteggio | Squadra   | Referto |
| --------- | ---------- | --------- | --------- | --------- | ------- |
| 10 agosto | 16:45      | Lituania  | 79 - 75   | Argentina | ref     |
| 12 agosto | 22:15      | Argentina | 85 - 68   | Australia | ref     |
| 14 agosto | 22:15      | Argentina | 77 - 53   | Croazia   | ref     |
| 16 agosto | 16:45      | Iran      | 82 - 97   | Argentina | ref     |
| 18 agosto | 22:15      | Argentina | 91 - 79   | Russia    | ref     |

| Squadra   | P | V | P | PF  | PS  | Diff. |
| --------- | - | - | - | --- | --- | ----- |
| Lituania  | 9 | 4 | 1 | 425 | 400 | +25   |
| Argentina | 9 | 4 | 1 | 334 | 282 | +64   |
| Croazia   | 8 | 3 | 2 | 399 | 380 | +19   |
| Australia | 8 | 3 | 2 | 457 | 405 | +52   |
| Russia    | 6 | 1 | 4 | 387 | 406 | -19   |
| Iran      | 5 | 0 | 5 | 323 | 464 | -141  |

#### Seconda fase
Quarti di finale
| Arbitri: | Romualdas Brazauskas Carl Jungebrand Jose Carrion |

|             |          |              |
| Ginóbili 24 | Punti    | Fōtsīs 17    |
| Prigioni 3  | Assist   | Papaloukas 4 |
| Scola 8     | Rimbalzi | Fōtsīs 10    |

Semifinale
| Arbitri: | Luigi Lamonica Ilija Belošević Michael Aylen |

|            |          |            |
| Scola 28   | Punti    | 21 Anthony |
| Prigioni 3 | Assist   | 7 Kidd     |
| Scola 11   | Rimbalzi | 10 Bosh    |

Finale per il bronzo
| Arbitri: | Eddie Rush Jose Carrion Fabio Facchini |

|            |          |                             |
| Delfino 20 | Punti    | 15 Šiškauskas               |
| Prigioni 7 | Assist   | 3 Jasikevičius              |
| Delfino 10 | Rimbalzi | 6 K. Lavrinovič, Šiškauskas |

## Pugilato
| Gara      | Atleta           | Sedicesimi                       | Ottavi | Quarti | Semifinali | Finale |
| --------- | ---------------- | -------------------------------- | ------ | ------ | ---------- | ------ |
| Pesi medi | Ezequiel Maderna | Shawn Estrada (Stati Uniti) 2-10 |        |        |            |        |

## Scherma
| Gara                 | Atleta          | Sedicesimi          | Ottavi | Quarti | Semifinali | Finale |
| -------------------- | --------------- | ------------------- | ------ | ------ | ---------- | ------ |
| Fioretto individuale | Alberto Viaggio | Zhu Jun (Cina) 2-15 |        |        |            |        |

## Sollevamento pesi
| Gara            | Atleta          | Strappo      | Strappo      | Slancio      | Slancio      | Totale       | Posizione    |
| Gara            | Atleta          | Ris.         | Pos.         | Ris.         | Pos.         | Totale       | Posizione    |
| --------------- | --------------- | ------------ | ------------ | ------------ | ------------ | ------------ | ------------ |
| 77 kg maschile  | Carlos Espeleta | 140          | 21           | 170          | 18           | 310          | 19           |
| 75 kg femminile | Nora Koppel     | non iniziato | non iniziato | non iniziato | non iniziato | non iniziato | non iniziato |

## Taekwondo
| Gara  | Atleta               | Tabellone principale      | Tabellone principale         | Tabellone principale | Tabellone principale | Ripescaggi                  | Ripescaggi |
| Gara  | Atleta               | Ottavi                    | Quarti                       | Semifinali           | Finale               | Semifinali                  | Finale     |
| ----- | -------------------- | ------------------------- | ---------------------------- | -------------------- | -------------------- | --------------------------- | ---------- |
| 67 kg | Vanina Sánchez Berón | Sibel Güler (Turchia) 4-0 | Karine Sergerie (Canada) 0-3 |                      |                      | Tina Morgan (Australia) 2-9 |            |

## Tennis
| Gara                | Atleta                           | Trentaduesimi                           | Sedicesimi                                               | Ottavi                                        | Quarti | Semifinali | Finale |
| ------------------- | -------------------------------- | --------------------------------------- | -------------------------------------------------------- | --------------------------------------------- | ------ | ---------- | ------ |
| Singolare maschile  | Agustín Calleri                  | Devin Mullings (Bahamas) 6-1 6-1        | Lu Yen-hsun (Taipei cinese) 4-6 4-6                      |                                               |        |            |        |
| Singolare maschile  | Guillermo Cañas                  | Frédéric Niemeyer (Canada) 3-6 4-2 rit. | Gilles Simon (Francia) 5-7 1-6                           |                                               |        |            |        |
| Singolare maschile  | Juan Mónaco                      | Marin Čilić (Croazia) 4-6 7-65 3-6      |                                                          |                                               |        |            |        |
| Singolare maschile  | David Nalbandian                 | Zeng Shaoxuan (Cina) 6-2 6-1            | Nicolás Massú (Cile) 7-60 6-1                            | Gaël Monfils (Francia) 4-6 4-6                |        |            |        |
| Doppio maschile     | Agustín Calleri Juan Mónaco      |                                         | Chris Guccione Lleyton Hewitt (Australia) 6-4 64-7 16-18 |                                               |        |            |        |
| Doppio maschile     | Guillermo Cañas David Nalbandian |                                         | Steve Darcis Olivier Rochus (Belgio) 7-66 65-7 3-6       |                                               |        |            |        |
| Singolare femminile | Gisela Dulko                     | Casey Dellacqua (Australia) 3-6 4-6     |                                                          |                                               |        |            |        |
| Doppio femminile    | Gisela Dulko Betina Jozami       |                                         | Tzipora Obziler Shahar Peer (Israele) 6-3 6-2            | Elena Vesnina Vera Zvonarëva (Russia) 2-6 3-6 |        |            |        |

## Tennis tavolo
| Gara             | Atleta          | Preliminari                                                     | Turno 1                                                             | Turno 2 | Turno 3 | Turno 4 | Quarti | Semifinali | Finale |
| ---------------- | --------------- | --------------------------------------------------------------- | ------------------------------------------------------------------- | ------- | ------- | ------- | ------ | ---------- | ------ |
| Singolo maschile | Liu Song        |                                                                 | Kim Hyok Bong (Corea del Nord) 2-4 (9-11 11-9 11-5 4-11 9-11 11-13) |         |         |         |        |            |        |
| Singolo maschile | Pablo Tabachnik | El-Sayed Lashin (Egitto) 2-4 (4-11 11-9 13-11 4-11 11-13 15-17) |                                                                     |         |         |         |        |            |        |

## Tiro
| Gara | Atleta             | Qualificazioni | Qualificazioni | Finale    | Finale       | Finale |
| Gara | Atleta             | Punteggio      | Pos.           | Punteggio | Punt. totale | Pos.   |
| ---- | ------------------ | -------------- | -------------- | --------- | ------------ | ------ |
| Trap | Juan Carlos Dasque | 115            | 19             |           |              |        |

## Vela
| Gara                   | Atleta                                 | Regata | Regata | Regata | Regata | Regata | Regata | Regata | Regata   | Regata | Regata     | Regata | Punteggio | Pos. |
| Gara                   | Atleta                                 | 1      | 2      | 3      | 4      | 5      | 6      | 7      | 8        | 9      | 10         | M      | Punteggio | Pos. |
| ---------------------- | -------------------------------------- | ------ | ------ | ------ | ------ | ------ | ------ | ------ | -------- | ------ | ---------- | ------ | --------- | ---- |
| Windsurf maschile      | Mariano Reutemann                      | 25     | 18     | 19     | 23     | 25     | 15     | 16     | 16       | 16     | 20         |        | 168       | 21   |
| Windsurf femminile     | Florencia Gutiérrez                    | 27     | 19     | 27     | 20     | 23     | 26     | 23     | 28 (DNF) | 24     | 27         |        | 216       | 25   |
| Laser maschile         | Julio Alsogaray                        | 1      | 12     | 10     | 28     | 14     | 1      | 2      | 32       | 16     | 8          |        | 92        | 7    |
| Laser radial femminile | Cecilia Carranza Saroli                | 15     | 8      | 9      | 20     | 8      | 15     | 6      | 29 (DNF) | 23     | cancellata |        | 104       | 12   |
| 470 maschile           | Javier Conte Juan de la Fuente         | 14     | 14     | 4      | 11     | 19     | 9      | 7      | 30 (OCS) | 5      | 9          | 18     | 110       | 10   |
| 470 femminile          | Consuelo Monsegur María Fernanda Sesto | 16     | 18     | 17     | 12     | 10     | 16     | 14     | 4        | 10     | 14         |        | 113       | 16   |
| Tornado                | Carlos Espínola Santiago Lange         | 13     | 1      | 1      | 12     | 4      | 6      | 9      | 1        | 9      | 1          | 6      | 56        |      |